# Thenjiwe Niki Nkosi
Thenjiwe Niki Nkosi (* 1980 in New York City) ist eine südafrikanische Malerin und Multimedia-Künstlerin.

## Leben
Als Tochter eines südafrikanischen Aktivisten und einer griechisch-amerikanischen Mutter verbrachte Nkosi ihre Kindheit in Harare und zog später nach Johannesburg. Sie absolvierte ein Bachelorstudium an der Harvard University und ein Masterstudium an der School of Visual Arts in ihrer Geburtsstadt. Nkosi arbeitet in Südafrika oft mit anderen schwarzen Frauen zusammen, um für mehr Sichtbarkeit im weißen patriarchalen Kunstumfeld des Landes zu sorgen. So sagte sie einmal: „Für uns ist das nicht einfach nur Rhetorik. Wir müssen die alten Strukturen aufbrechen, wenn wir arbeiten wollen.“

## Werk
Nkosi ist vor allem für ihre minimalistischen, pastellfarbenen Bilder einer schwarzen Turnmannschaft bekannt. Diese Arbeiten thematisieren Leistung und die Beziehung zwischen dem Einzelnen und einer größeren Gruppe.
Ihre Arbeiten wurden u. a. an folgenden Orten gezeigt: ifa Gallery, Berlin; South London Gallery; Tate Modern, London; Museum für zeitgenössische Kunst, Rio de Janeiro; Standard Bank Gallery, Johannesburg; Louis Vuitton Foundation, Paris; Stevenson Gallery, Johannesburg.

## Auszeichnungen
- 15. Tollman Award (2019)[1]